# أليكسي أورلوف (لاعب كرة قدم)
أليكسي أورلوف هو لاعب كرة قدم روسي في مركز الوسط، ولد في 24 مارس 1997 في أومسك في روسيا. لعب مع أمكار بيرم.